# Michael Lausberg
Michael Lausberg (* 17. April 1972 in Linnich) ist ein deutscher Politikwissenschaftler und freier Publizist.

## Leben und Wirken
Lausberg besuchte das Gymnasium in Hückelhoven und studierte nach dem Zivildienst Philosophie, Geschichte, Politik und Pädagogik an den Universitäten Köln, Aachen und Amsterdam. Nach seinen Abschlüssen als Diplom-Pädagoge und M.A. studierte er Interkulturelle Pädagogik an der Universität zu Köln. Er wurde 2005 mit einer Arbeit über Kurt Hahn an der Universität Lüneburg promoviert sowie 2011 an der RWTH Aachen mit der Dissertation Die extreme Rechte in Nordrhein-Westfalen 1946–1971. Lausberg arbeitet seit 2007 an dem wissenschaftlichen Duisburger Institut für Sprach- und Sozialforschung (DISS) zu den Schwerpunkten Extreme Rechte, Antiziganismus, Migration und Politische Theorie und ist als freier Publizist tätig. Er veröffentlicht regelmäßig in der Jenenser Zeitschrift für kritisches Denken TABVLA RASA, haGalil, Kritisch Lesen, Migazin, Netz gegen Nazis und DISS-Journal. Im MiGAZIN veröffentlichte er 2013 mit Alexandra Graevskaia eine Untersuchung über den Antiziganismus in Duisburg.
2015 veröffentlichte er ein Buch über die Zuwanderung aus Bulgarien und Rumänien, wo er den „Extremismus der Mitte“ im Umgang mit den Migranten aufzeigte und kritisierte neben lokalen Politikern aus Duisburg und Dortmund insbesondere den Buchautor Thilo Sarrazin, den Ökonomen Hans Werner Sinn und den Schriftsteller Rolf Bauerdick als Multiplikatoren einer rassistischen Agitation gegen Migranten aus Rumänien und Bulgarien.
Lausberg exponiert sich als Vertreter der interkulturellen Philosophie, wo eine kulturübergreifende Kommunikation zwischen Religionen und Philosophien postuliert wird, die die Ebene zivilisatorischer Koexistenz überschreitet und zur gewaltfreien interkulturellen Verständigung führt.
Lausberg kritisiert vor allem den Ansatz der Extremismustheorie des Verfassungsschutzes und ihrer Vertreter, die versuchen, ihr Konzept in den Sozial- und Politikwissenschaften mehrheitsfähig zu machen. Dieser Ansatz ignoriere laut Lausberg, dass Extremismen verschiedener Couleur zwar gewisse Gemeinsamkeiten, insbesondere auf der Phänomen- und Symptom-Ebene, aufweisen mögen, sich „Rechtsextremismus“ und „Linksextremismus“ aber deutlich, ja fundamental inhaltlich voneinander unterscheiden.
Die Extrempositionen der Links-Rechts-Achse stellten in diesem Konzept mit Blick auf die als demokratisch definierte Mitte notwendig gleiche Widersacher dar. Die Ansicht, „Rechtsextremismus“ sei ausschließlich ein Phänomen des „rechten Randes“, werde seit Jahren durch die Heitmeyer-Studien und die von der Friedrich-Ebert-Stiftung herausgebrachten „Mitte-Studien“ widerlegt. Antidemokratische Tendenzen oder Gefahrenpotentiale könnten laut Lausberg in allen politischen Parteien, Gewerkschaften oder gesellschaftlichen Gruppen auftreten.
Die Extremismustheorie bediene sich – angelehnt an Aristoteles – einem Zentrum zwischen zwei Extremen, um den eigenen Standpunkt als legitim und mustergültig erscheinen zu lassen. Die extreme Rechte werde nicht als soziales Phänomen gesehen, das mitten in der Gesellschaft Anklang finde und sich immer weiter ausbreite. Es bestehe eine Interaktion zwischen extremen Rechten und der „Mitte“ der Gesellschaft und des politischen Establishments. Die Extremismustheorie stellt insofern ein ideologisch motiviertes staatliches Instrument gegen antifaschistische Politik und Aktionen dar, das den Widerstand gegen rechte Denkmuster und Gewalt behindert.
Lausberg setzt sich sowohl historisch als auch aktuell mit den extremen Rechten in Deutschland auseinander. Er promovierte sich mit der Arbeit über die extreme Rechte in der Nachkriegszeit in Nordrhein-Westfalen und legte eine umfassende Bestandsaufnahme der neonazistischen Parteien und Aktivitäten in Ostdeutschland 1990–1998 vor.
Aktuell beschäftigte er sich vor allem mit regionalen Phänomenen der extremen Rechten. Dabei stellt er die Akteure, Ziele und Programmatik der Pro-Bewegung in Köln vor, setzt sich mit anderen Wissenschaftlern des Duisburger Instituts für Sprach- und Sozialforschung (DISS) mit dem völkischen Nationalismus der Jungen Freiheit auseinander und untersucht die Entwicklung in Vorpommern, wo es eine sehr große Dichte von neonazistischen Kameradschaften gibt. Dabei weist er nach, dass besonders auf den Urlaubsinseln Rügen und Usedom neonazistisches Gedankengut und antipolnischer Rassismus allgegenwärtig sind.

## Schriften (Auswahl)
- Landauers Philosophie des libertären Sozialismus Unrast, Münster 2018
- Kunst und Architektur in St. Petersburg, Marburg 2017
- Geistige Vorreiter des Humanismus, Tectum, Marburg 2017
- Kropotkins Philosophie des kommunistischen Anarchismus, Unrast, Münster 2016
- Antiziganismus in Deutschland. Zuwanderung aus Rumänien und Bulgarien. Tectum, Marburg 2015
- Die extreme Rechte in Ostdeutschland 1990–1998. Tectum, Marburg 2012.
- Die extreme Rechte in Nordrhein-Westfalen 1946–1971. Tectum, Marburg 2012 (Dissertation RWTH Aachen 2011).
- Die Pro-Bewegung. Geschichte, Inhalte, Strategien der „Bürgerbewegung Pro Köln“ und der „Bürgerbewegung Pro NRW“. Unrast, Münster 2010.
- Kant und die Erziehung. Tectum, Marburg 2009.
- DDR 1946–1961. Tectum, Marburg 2009.
- Bakunins Philosophie des kollektiven Anarchismus. Unrast, Münster 2008 (Magisterarbeit Uni Köln).
- Hugenotten in Deutschland. Die Einwanderung von französischen Glaubensflüchtlingen. Tectum, Marburg 2007
- Kinder sollen sich selbst entdecken. Die Erlebnispädagogik Kurt Hahns. Tectum, Marburg 2007 (Dissertation Uni Lüneburg 2005).